# Hammenhög
Hammenhög è una località nella municipalità svedese di Simrishamn, situata nella contea di Scania. Ha quasi 908 abitanti.

## Geografia fisica
Si trova sulla pianura di Scania nell'area di Österlen.

## Attrazioni
In Vallby è situato Glimmingehus che è il meglio conservato castello medievale in Scandinavia.